# Jeziorno (powiat człuchowski)
Jeziorno – osada leśna w Polsce położona w województwie pomorskim, w powiecie człuchowskim, w gminie Człuchów. 
Miejscowość wchodzi w skład  sołectwa Polnica.
W latach 1975–1998 miejscowość administracyjnie należała do województwa słupskiego.